# Eugène Joseph Delporte
Eugène Joseph Delporte (10 de janeiro de 1882 – 19 de outubro de 1955) foi um astrônomo belga.
Descobriu um total de 66 asteroides. As descobertas notáveis incluem 1221 Amor (que emprestou seu nome aos asteroides de Amor) e o asteroide Apollo 2101 Adonis. Também descobriu, ou codescobriu, alguns cometas, incluindo o cometa periódico 57P/du Toit-Neujmin-Delporte.
Trabalhou no Observatoire Royal de Belgique (Observatório Real da Bélgica), situado na cidade de Uccle (em sua honra que o asteroide 1276 Ucclia foi batizado).
Em 1930 fixou os limites modernos entre todas as constelações no céu, ao longo das linhas de ascensão reta e declinação da época B1875.0.
A cratera Delporte, da Lua, e o asteroide 1274 Delportia foram nomeados em sua homenagem.

## Listagem de asteroides descobertos
| - 1052 Belgica - 1068 Nofretete - 1122 Neith - 1124 Stroobantia - 1128 Astrid - 1145 Robelmonte - 1168 Brandia - 1170 Siva - 1176 Lucidor - 1199 Geldonia - 1217 Maximiliana |  | - 1221 Amor - 1222 Tina - 1239 Queteleta - 1261 Legia - 1274 Delportia - 1276 Ucclia - 1280 Baillauda - 1285 Julietta - 1288 Santa - 1290 Albertine - 1291 Phryne |  | - 1293 Sonja - 1294 Antwerpia - 1329 Eliane - 1341 Edmée - 1350 Rosselia - 1361 Leuschneria - 1363 Herberta - 1366 Piccolo - 1374 Isora - 1375 Alfreda - 1388 Aphrodite |  | - 1401 Lavonne - 1433 Geramtina - 1476 Cox - 1486 Marilyn - 1491 Balduinus - 1493 Sigrid - 1543 Bourgeois - 1560 Strattonia - 1664 Felix - 1672 Gezelle - 1698 Christophe |  | - 1707 Chantal - 1711 Sandrine - 1722 Goffin - 1724 Vladimir - 1754 Cunningham - 1848 Delvaux - 1878 Hughes - 1926 Demiddelaer - 2101 Adonis - 2213 Meeus - 2276 Warck |  | - 2331 Parvulesco - 2534 Houzeau - 2545 Verbiest - 2713 Luxembourg - 2819 Ensor - 2913 Horta - 3534 Sax - 3567 Alvema - 3605 Davy - 6354 Vangelis - 7043 Godart |